# Bettystown
Bettystown is een plaats in het Ierse graafschap Meath.

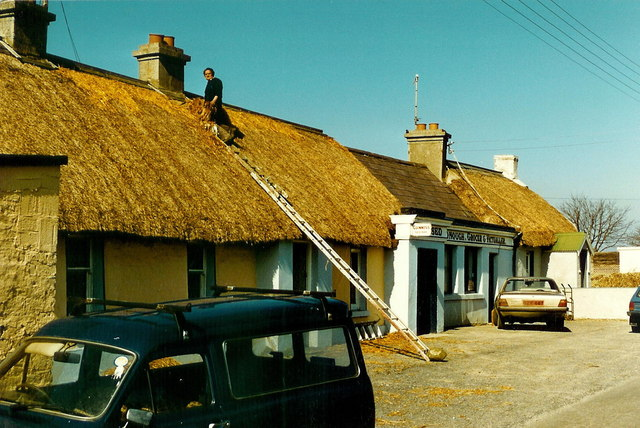
Pub in Bettystown

## Geboren
- Evan Ferguson (2004), voetballer